# 도로시 메이어
도로시 메이어(Dorothy Meyer, 1924년 11월 6일 ~ 1987년 9월 24일)는 미국의 영화배우, 텔레비전 배우, 연극 배우이다.
인디애나폴리스에서 태어났으며 로스앤젤레스에서 사망하였다.

## 영화
- 와일드파이어 (1988년)
- 코브라 (1986년)
- 럭키 댄싱 (1979년)
- 롤러 부기 (1979년)
- 샌포드 앤 선 (1972년)